# Tridentella acheronae
Tridentella acheronae là một loài chân đều trong họ Tridentellidae. Loài này được Bruce miêu tả khoa học năm 1988.